# Gázai csata
A gázai csata 1244. október 17-én zajlott le. Az egyik fél a Jeruzsálemi Királyságnak és más keresztes államoknak a keresztes serege, továbbá a Templomos Lovagrend, a Johannita Lovagrend, a Német Lovagrend és szíriai szövetségeseik, az Ajjúbida-házból származó damaszkuszi szultán, aleppói emír, homszi emír és keraki emír volt. A másik fél a hvárezmiek és az Egyiptomi Ajjúbida Szultanátus volt.

## A csata előzményei
Miután a mongolok megdöntötték a Hvárezmi Birodalmat, a birodalomból, de a szomszédos közép-ázsiai területekről is, nagy tömeg menekült el. A menekülők közé tartózott, a korabeli arab és latin forrásokban, gyűjtőnéven, hvárezmieknek („khwarezmiyya”) nevezett had. Ez az elnevezés nem az etnikai eredetre utal. A hvárezmiek túlnyomó részben a törökökhöz tartoztak (pl. kipcsakok, tatárok), de voltak közöttük perzsák, és más irániak is.
A Barka (? - 1246) kán vezérelte hvárezmiek, az 1240-es években, szövetségre léptek Egyiptom Ajjúbida-házi szultánjával, Asz-Szálih Ajjúbbal (1205-1249), aki zsoldosként felbérelte őket.
A hvárezmiek, 1244. július 11-én, elfoglalták, és feldúlták Jeruzsálemet. Azután, hogy augusztus 23-án, a fellegvár is megadta magát, Jeruzsálem végleg elveszett a keresztesek számára, annak ellenére, hogy a hvárezmiek tovább vonultak dél felé, az egyiptomi szultán seregével történő egyesülés végett.
A keresztesek és a már említett, szíriai muzulmán uralkodók, egy időre, de félretették nézeteltérésüket, és szövetséget kötöttek, az egyiptomi szultán ellen.

## A keresztesek gázai csatavesztése
A keresztesek és szíriai szövetségeseik Gázától északnyugatra csaptak össze az ellenséggel.
A keresztesek fővezére IV. Valter (1205-1246), Brienne grója, valamint Jaffa és Aszkalon grófja; alvezére Montforti Fülöp (1206?–1270), Türosz és Toron ura volt.
Az ellenfél vezére, formálisan, Asz-Szálih Ajjúb szultán, valójában azonban Bajbarsz (1223-1277) emír, a későbbi szultán volt.
A véres küzdelem során, a damaszkuszi csapatok komoly veszteségeket szenvedtek, és megfutamodtak, az aleppói egységekkel együtt. A keresztesek viszont keményen helyt álltak, de a küzdelmet végül a hvárezmiek lovasságának, a jobb szárnyon indított, a keresztesek elleni rohama döntötte el, amellyel a kereszteseket neki szorították az egyiptomi egységeknek, azaz, a keresztesek gyakorlatilag harapófogóba kerültek.
A borzalmas vérontás áldozatainak számát illetően, a források megoszlanak. A győztesek veszteségeit nem ismerjük, a keresztesek esetében 5000 halottól 10 000, sőt, 13 000-15 000 halottig becsülik az elesettek számát, az utóbbi adatok, nyilvánvalóan, túlzóak, hiszen a keresztes sereg létszáma aligha volt több, mint 10 000-12 000 fő. Legalább 310 templomos lovag esett el, 33-an túlélték a csatát, 365, avagy 325 johannita lovag esett el, közülük 26-an voltak a túlélők, és 397 teuton lovag is elesett, a német lovagok közül 3-an élték túl a csatát. A fogságba esettek számát, a legtöbb forrás 800 főre becsüli, de 4000 főről szóló adat is szerepel a forrásokban.
Montforti Fülöpnek sikerült elmenekülnie, de IV. Valter gróf a hvárezmiek fogságába esett, akik később kiadták őt az egyiptomiaknak, és végül Egyiptomban meggyilkolták a keresztesek fővezérét. A Templomos Lovagrend nagymesterének, Armand de Périgordnak a sorsa tisztázatlan, vagy elesett a csatában, vagy később (1247-ben?) egyiptomi fogságban halt meg.

## A csata következményei
A keresztesek súlyos vereségével, Jeruzsálem visszafoglalásának reménye elillant, a Közel-Kelet keresztes (avagy latin, illetve frank) államai, teljesen defenzívába szorultak, a gázai csatavesztést, sokan, az 1187-es, hattíni csatavesztéssel azonos súlyúnak tartják. 
A keresztes államok helyzetét, később, pedig gyakorlatilag kilátástalanná tette az, hogy 1260-ban, Bajbarsz egyiptomi mameluk szultán, az Ajn Dzsálút-i csatában, döntő győzelmet aratott a Kitbuga (Kitbuka) (? - 1260) kán vezérelte mongol sereg felett, a kán is elesett a csatában. Így füstbe szálltak a kereszteseknek a mameluk szorítás enyhülésével kapcsolatos reményei.
A gázai győzelemben döntő szerepet játszó hvárezmiek csillaga azonban hamarabb leáldozott. A hvárezmiek, Asz-Szálih Ajjúb szultán számára, ellenőrizhetetlenül veszélyessé váltak; a szultán – a segítségükért – nem adta meg nekik az általuk várt jutalmat, a hvárezmiek pedig elpártoltak tőle. A szultánhoz hasonlóan, szintén az Ajjúbida-házba tartozó két uralkodó, Al-Mansur Ibrahim (? – 1246), homszi emír, és An-Nasir Yusuf (1228 – 1260) aleppói emír, 1246-ban, a Homsz közelében vívott csatában, végül legyőzte a hvárezmieket, és ekkor Barka kánt megölték.